# Ambleteuse
Ambleteuse (niederländisch Ambletuwe) ist eine französische Gemeinde mit 2.010 Einwohnern (Stand 1. Januar 2022) im Département Pas-de-Calais in der Region Hauts-de-France. Sie gehört zum Arrondissement Boulogne-sur-Mer und zum Gemeindeverband Terre des Deux Caps.

## Lage
Die Gemeinde Ambleteuse liegt an der Mündung des Flusses Slack in den Ärmelkanal, neun Kilometer nördlich von Boulogne-sur-Mer und neun Kilometer südlich von Cap Gris Nez. Das Gemeindegebiet ist Teil des Regionalen Naturparks Caps et Marais d’Opale und grenzt seeseitig an den Meeresnaturpark Estuaires Picards et Mer d’Opale. Zu Ambleteuse gehören die Ortsteile Raventhum und Slack. Nachbargemeinden von Ambleteuse sind Audresselles im Norden, Bazinghen im Nordosten und Osten, Beuvrequen und Wacquinghen im Südosten sowie Wimereux im Süden.

## Geschichte
Prägend für die Geschichte ist, dass Ambleteuse zu Kriegszeiten häufig im Interesse von Eroberern stand, die entweder von Frankreich aus England oder von England aus Frankreich erobern wollten. Diese strategische Bedeutung begann 54 v. Chr., während der Zeit, als die Römer Großbritannien eroberten.
Gegen Ende des 17. Jahrhunderts konstruierte Sébastien Le Prestre de Vauban das Fort Mahon. Heute ist das Fort eine der Sehenswürdigkeiten von Ambleteuse.
Vor 1805 ließ Napoleon I. den Flusslauf des Slack ändern, um Hafenanlagen bauen zu lassen, deren Grundrisse heute noch zu sehen sind. Das Vorhaben gehörte zu Napoleons Plan, England bzw. Großbritannien zu erobern.
Ende des 19. Jahrhunderts entwickelte sich Ambleteuse, ähnlich wie das nahegelegene Wimereux zu einem Urlaubsort für den Mittelstand von Paris und Lille.
Von Dezember 1939 bis März 1940 befand sich während des Drôle de guerre in einer ehemaligen Ferienkolonie ein Centre de Rassemblement des Etrangers (CRE, Sammelstelle für Ausländer). In diesem Camp d'Ambleteuse wurden in Frankreich lebende Ausländer interniert, weil ihnen die französischen Behörden unterstellten, sie könnten gefährlich sein für die Sicherheit Frankreichs. Außerdem gibt es einen Hinweis darauf, dass das von den Deutschen für militärische Zwecke genutzte Fort Mahon zusätzlich zur Inhaftierung von Zwangsarbeitern genutzt wurde, die an der deutschen Küstenverteidigung arbeiteten.
Zwischen 1941 und 1943 wurden in der Umgebung von Ambleteuse Kasematten und Verteidigungsanlagen zum Schutz vor Luftangriffen errichtet.
Heutzutage ist Ambleteuse bekannt als ein wichtiges Zentrum der geistlichen Gemeinschaft L’Arche, die auch eine wichtige wirtschaftliche Bedeutung für den Ort hat.

### Bevölkerungsentwicklung
| Jahr                       | 1962 | 1968 | 1975 | 1982 | 1990 | 1999 | 2006 | 2015 | 2022 |
| -------------------------- | ---- | ---- | ---- | ---- | ---- | ---- | ---- | ---- | ---- |
| Einwohner                  | 1194 | 1226 | 1441 | 1805 | 2007 | 1976 | 1829 | 1807 | 2010 |
| Quellen: Cassini und INSEE |      |      |      |      |      |      |      |      |      |

## Sehenswürdigkeiten
- Kirche Saint-Michel
- ehemaliges Fort Mahon
- Quelle von Saint Pierre
- Kapelle Saint-Pierre
- Museum über den Zweiten Weltkrieg
- Reste englischer Festungsanlagen
- Villen aus der Belle Epoque
- Gärten der Gemeinschaft L’Arche
- Wasserturm im Ortsteil Raventhum

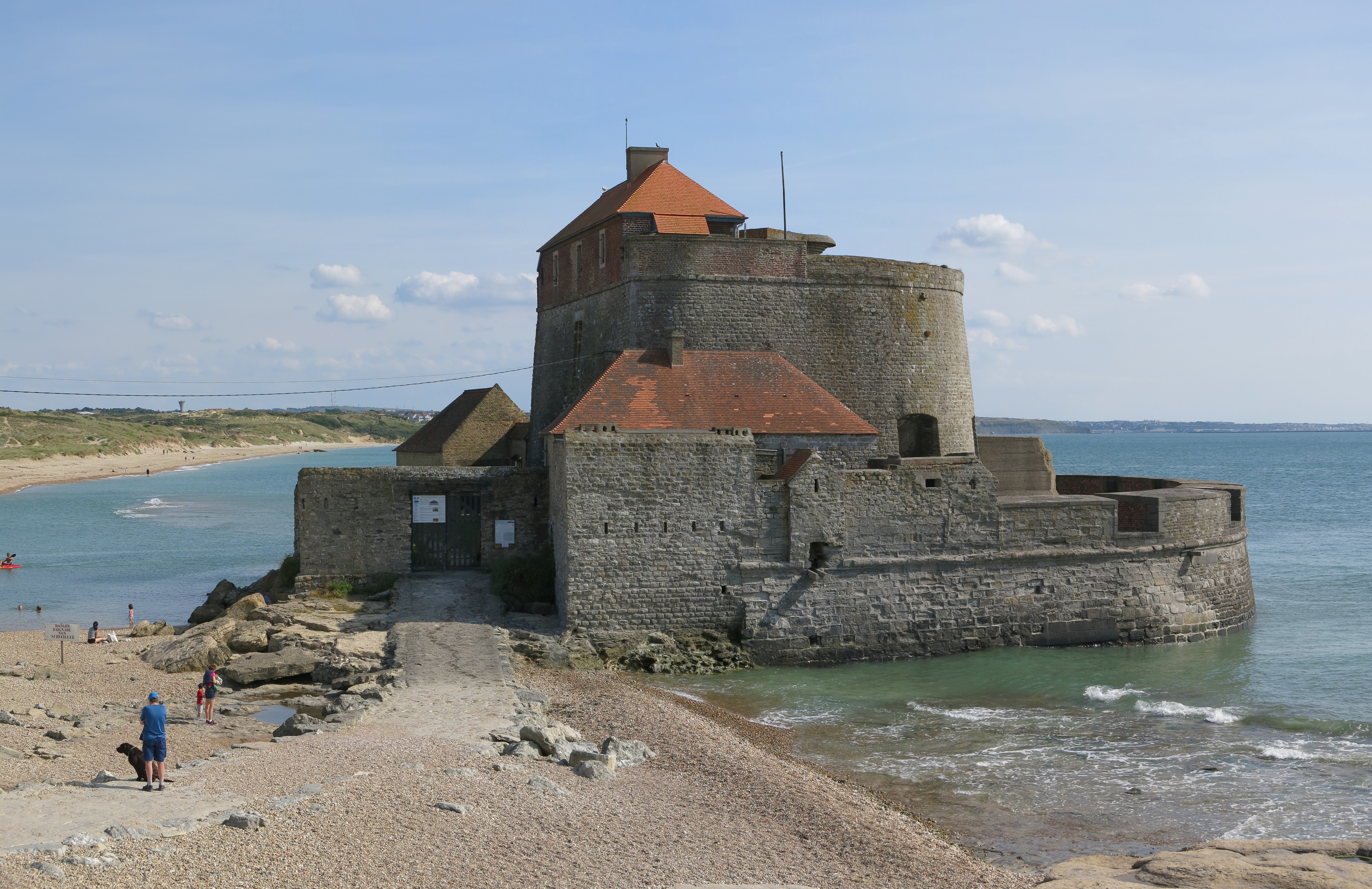
Fort Mahon
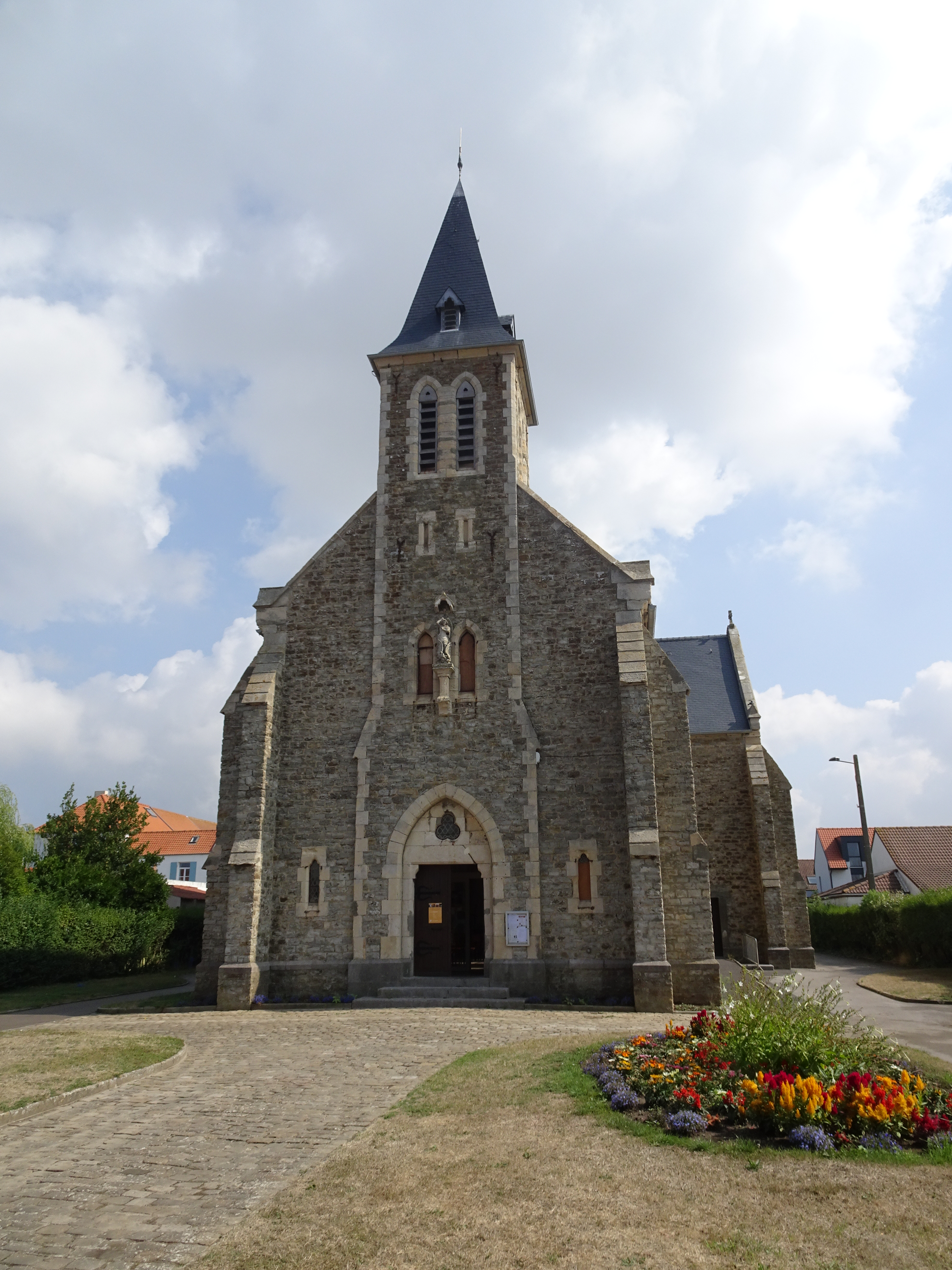
Kirche Saint-Michel
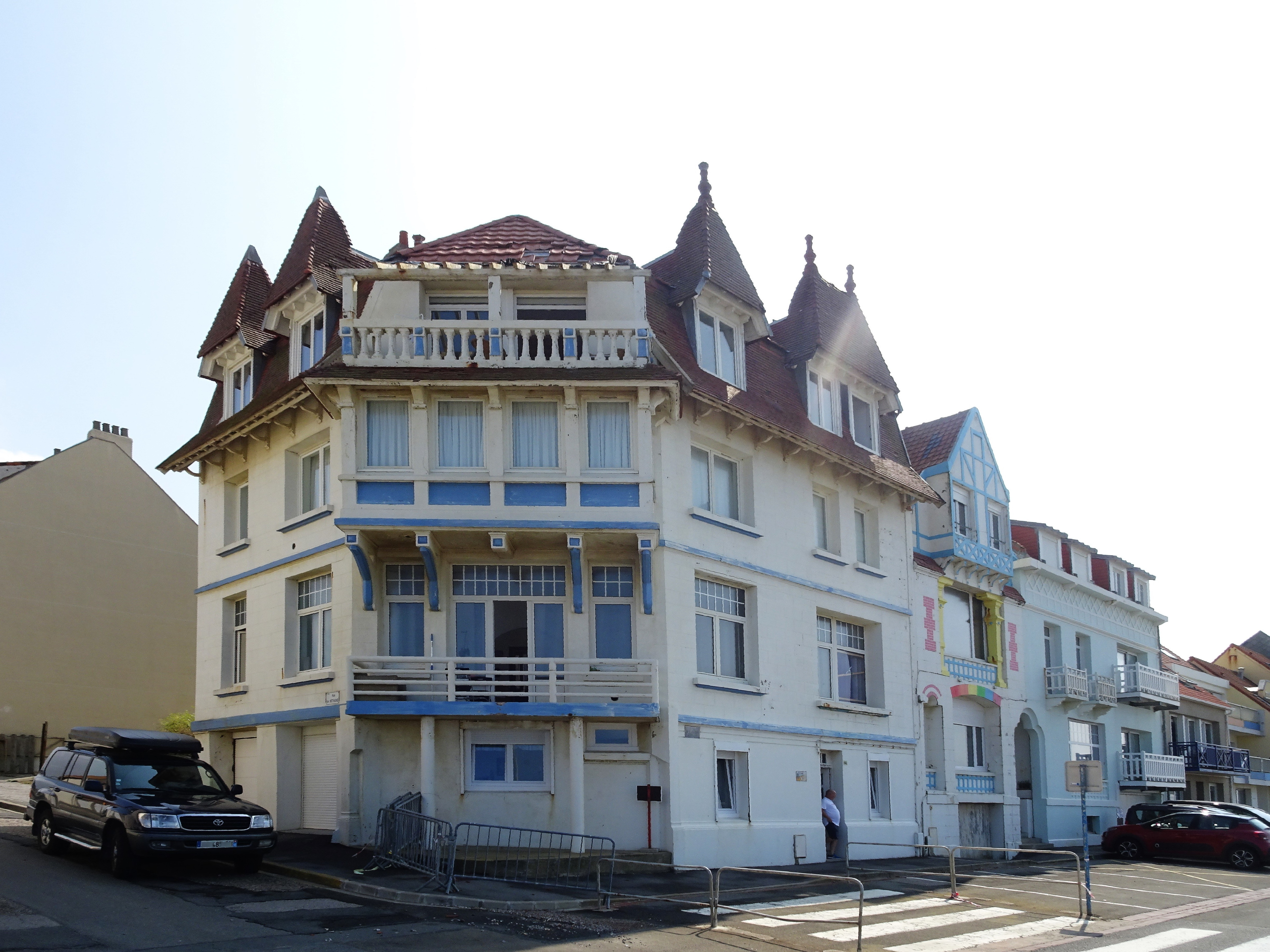
Villen an der Strandpromenade
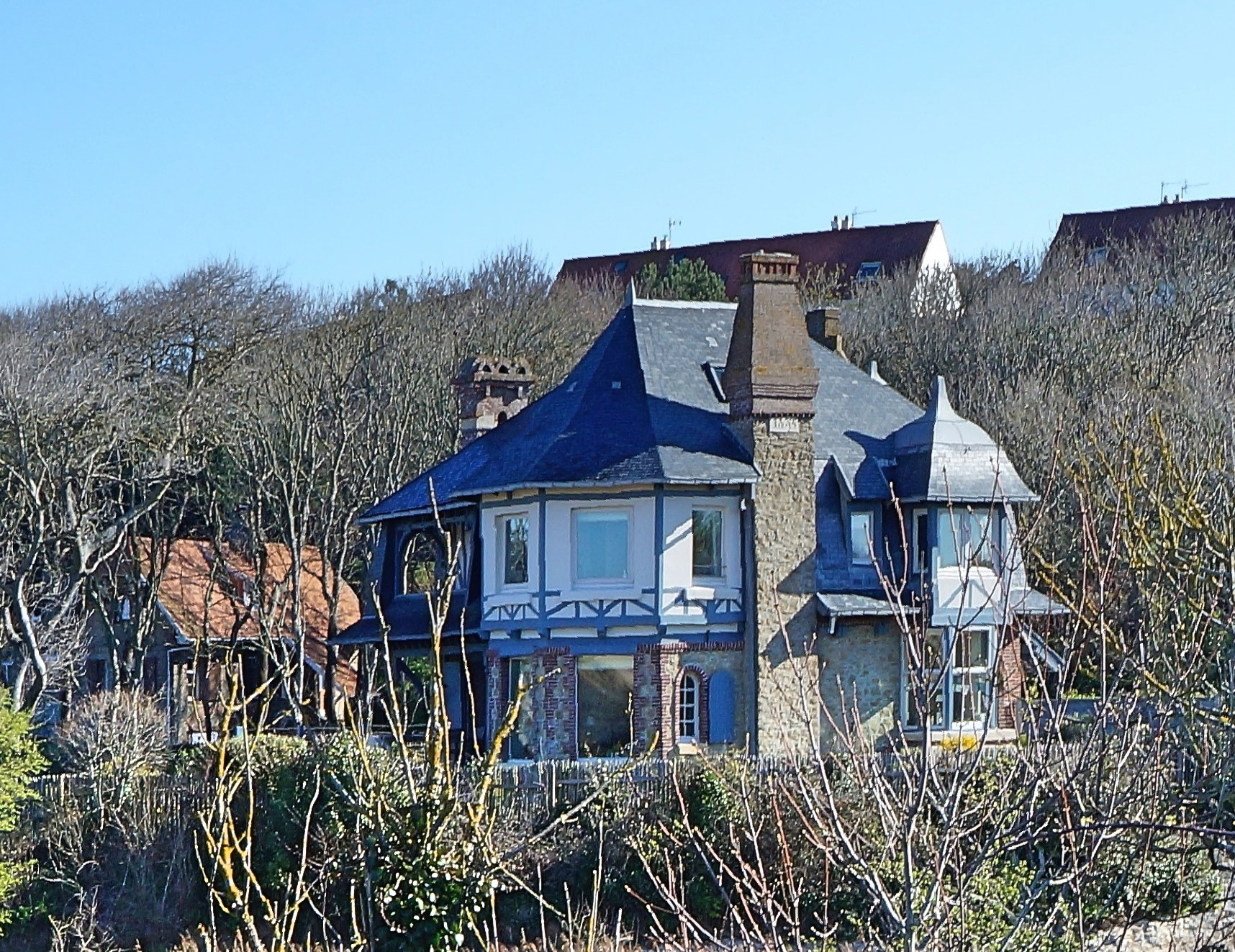
„Villa Robinson“
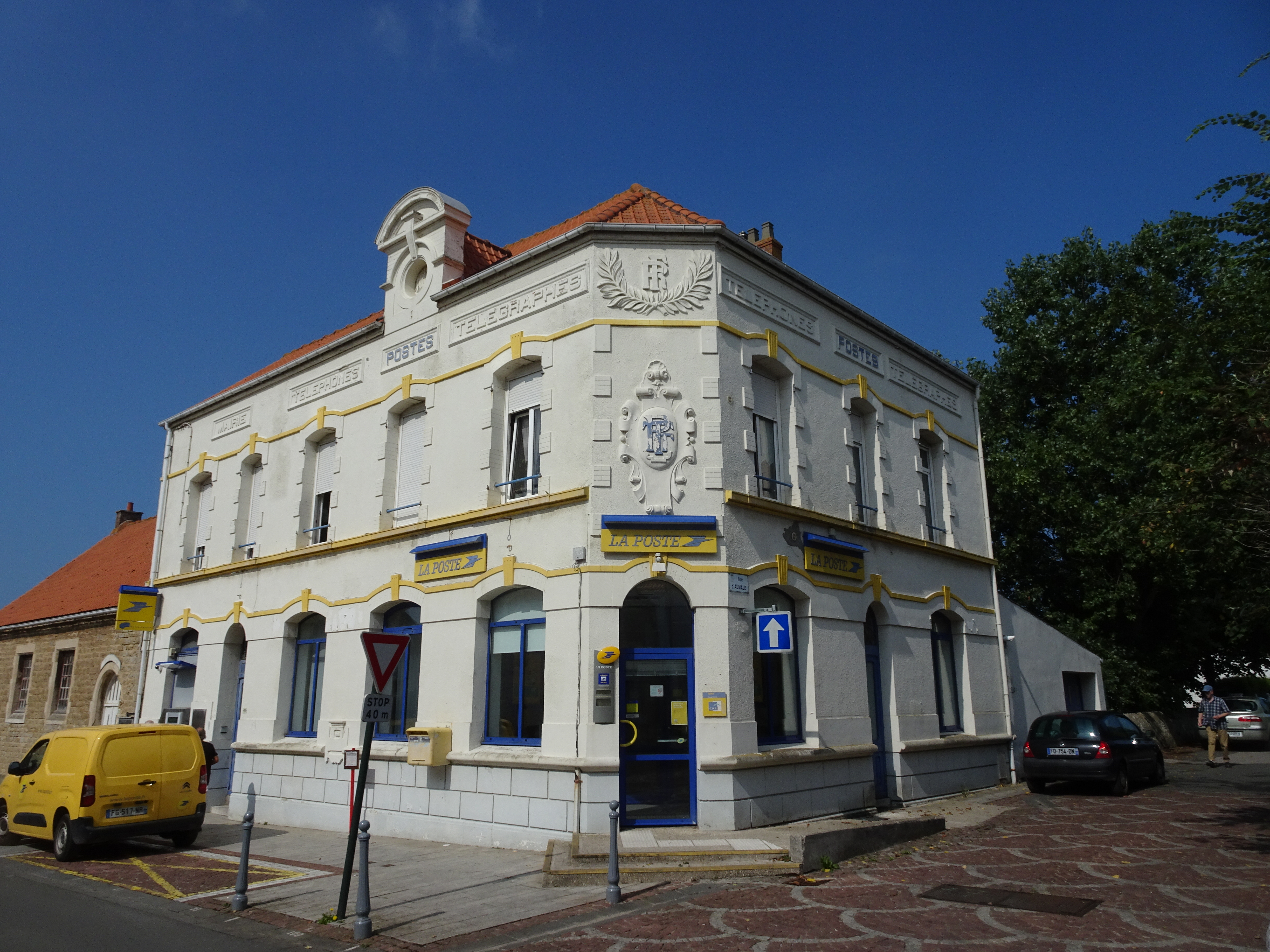
Postamt
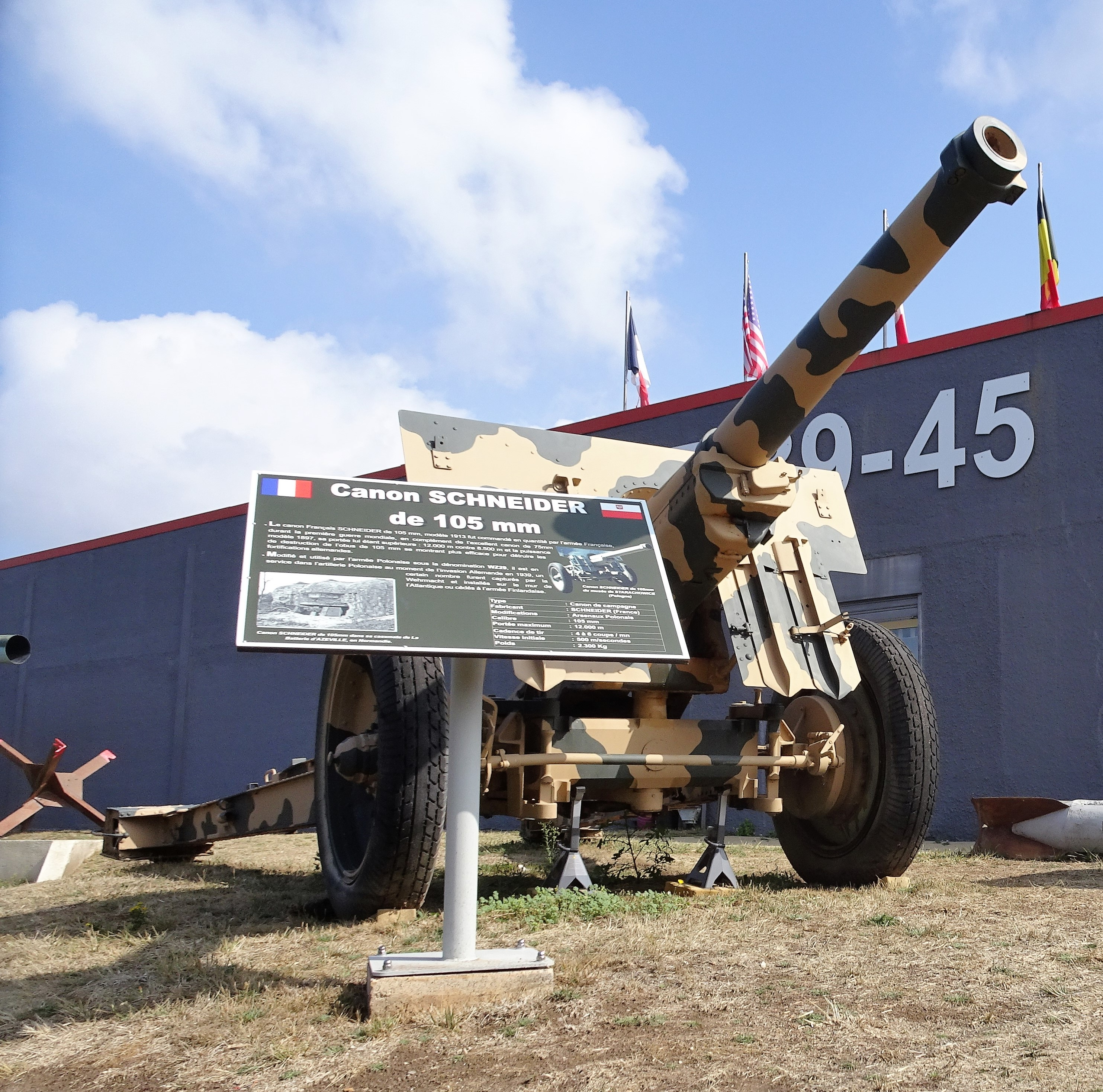
Museum über den Zweiten Weltkrieg
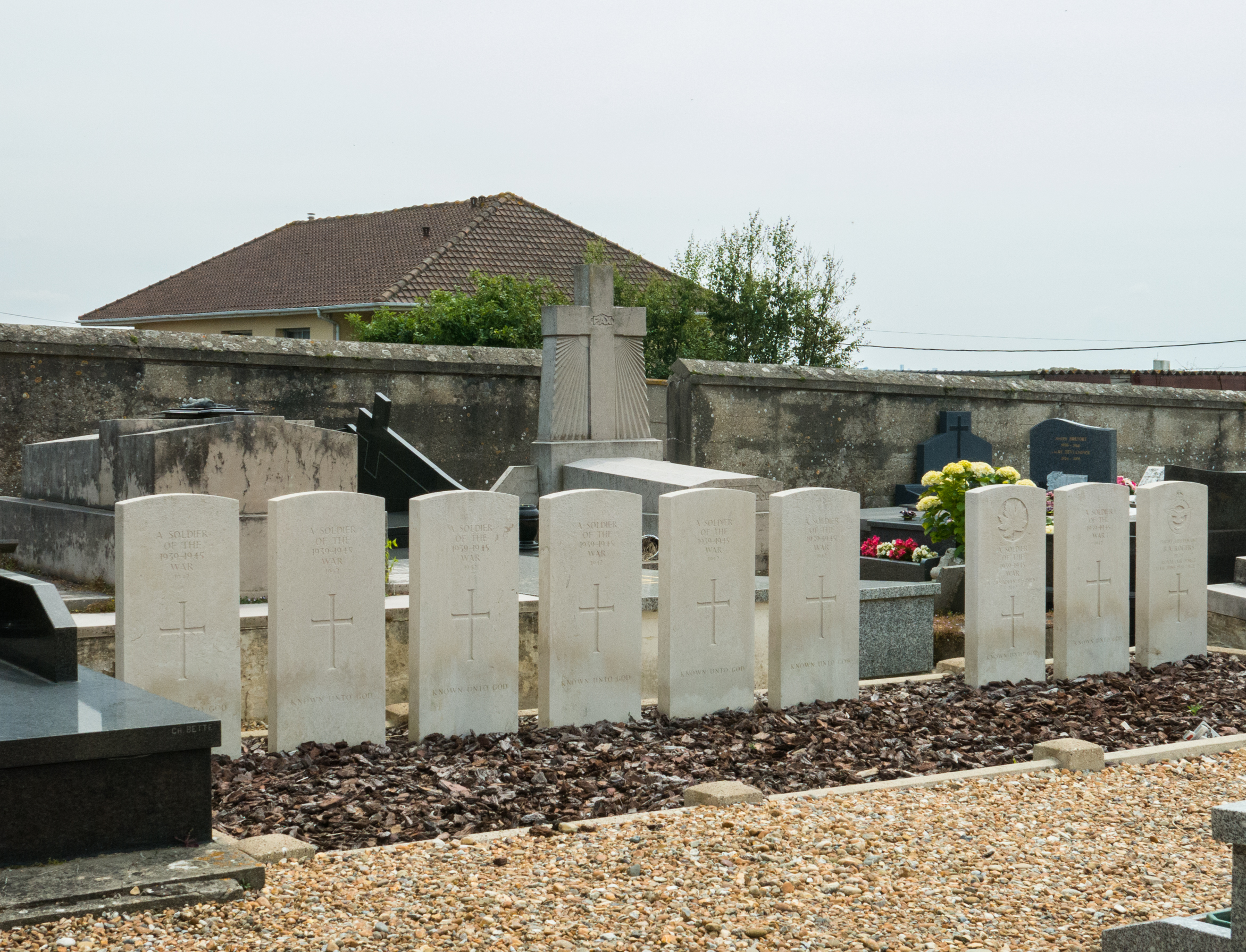
Kommunaler und Commonwealth-Soldatenfriedhof